# Kovanluk (miasto Kraljevo)
Kovanluk (cyr. Кованлук) – wieś w Serbii, w okręgu raskim, w mieście Kraljevo. W 2011 roku liczyła 2287 mieszkańców.